# RC光學系統

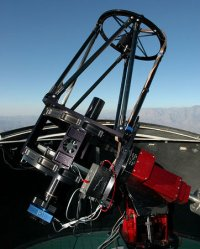
16英吋(41公分)的 RCOS衍架望遠鏡，是 PROMPT望遠鏡陣列的一部分。

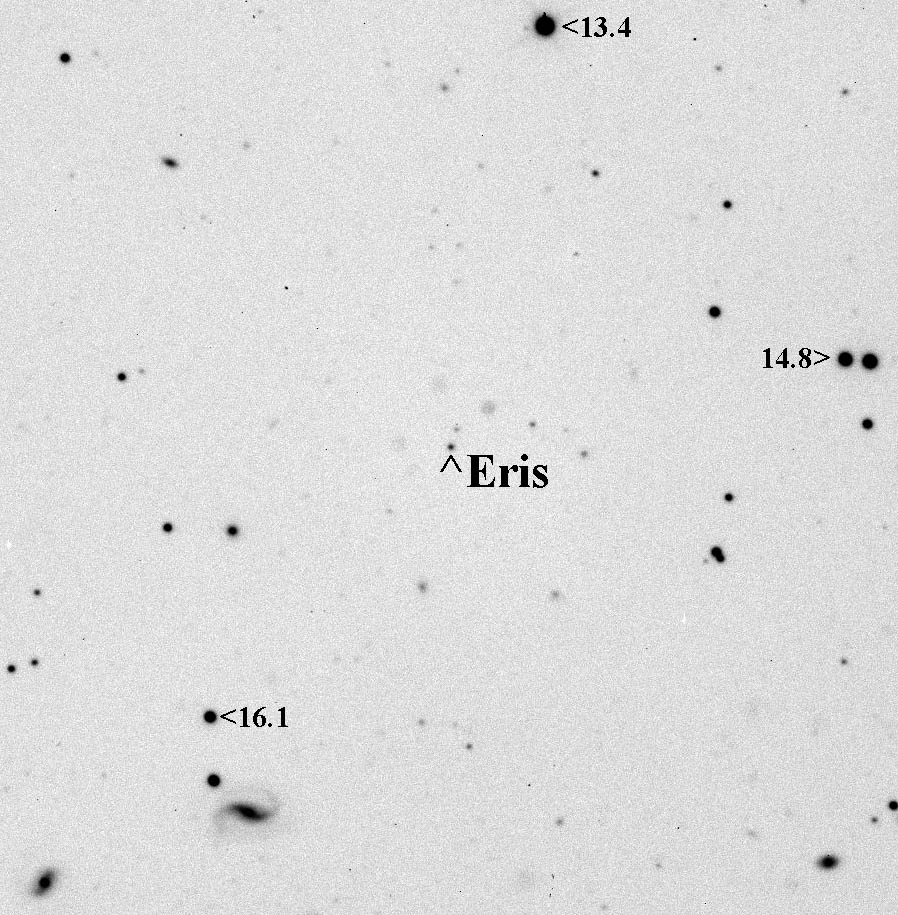
使用24吋里奇-克萊琴望遠鏡曝光8分鐘成像的矮行星鬩神星。

RC 光學系統是使用雙曲線鏡面的里奇-克萊琴系統的高端美國望遠鏡光學製造商。RC也是對望遠鏡的架台和系統的說明，重點是使用低膨脹碳纖維製造開放和封閉的衍架。里奇-克萊琴使用兩個反射鏡面，沒有折射鏡，減少了光量的損失，加上它的光學特性使它廣受天文攝影的歡迎。RC光學系統於1998年在亞利桑納州的旗桿市創立，望遠鏡和系統商業化的銷售給私人、機構和政府單位。最小的RCOS 望遠鏡是12.5英吋、F/9的里奇-克萊琴鏡，在2009年的售價是20,000美金；更大或客戶自訂規格的成本就更高了。
RC光學系統和恆星儀器(Star Instruments)在2008年贏得了對米德儀器的訴訟，超越密德的RCX400和LX200R望遠鏡和里奇-克萊琴的等級。 
RC光學系統製造了台灣鹿林天文台的41公分(16英吋) f/8.8 望遠鏡PROMPT望遠鏡(Panchromatic Robotic Optical Monitoring and Polarimetry Telescopes)結合了6架61公分的RCOS望遠鏡，它是由北卡罗来纳大学教堂山分校建造，安置在智利托洛洛山美洲际天文台。LightBuckets，是一種線上出租的望遠鏡系統，也是使用數架RCOS建立的。
在成立後十多年，迄2009年主要的設計包括
天文學用的望遠鏡
- 12.5英吋F/9衍架里奇-克萊琴，12.5英吋F/9里奇-克萊琴
- 14.5 i英吋衍架里奇-克萊琴
- 16英吋F/8.4里奇-克萊琴，16英吋F/8.4衍架里奇-克萊琴
- 20英吋F/8.1里奇-克萊琴，20 英吋衍架F/8.1里奇-克萊琴
- 24英吋f/8衍架里奇-克萊琴[6]
- 32英吋衍架(81公分) f/7里奇-克萊琴[7]

軍用和強固的望遠鏡
- 12.5英吋f/9軍用里奇-克萊琴
- 16英吋f.8.4軍用里奇-克萊琴
- 20英吋f/8.1軍用里奇-克萊琴
- 24英吋f/8軍用里奇-克萊琴
- 32英吋f/7軍用里奇-克萊琴
- 34英吋f/8軍用里奇-克萊琴